# Simultanés mondiaux de Scrabble francophone
Au Scrabble, un simultané est un tournoi duplicate joué dans plusieurs endroits (appelés centres). Les parties sont prétirées et envoyées à tous les centres participant. La partie débute à une heure fixe (avec parfois cependant un décalage horaire quand les centres sont très éloignés (Nouvelle-Calédonie et Guadeloupe jouent en fait avec plusieurs heures de décalage...). Les résultats sont ensuite centralisés, en général par Internet.
Chaque année, il y a quatre tournois simultanés mondiaux organisés sous l'égide de la Fédération internationale de Scrabble francophone :
- Simultané mondial (début janvier), deux parties en trois minutes par coup
- Simultané mondial semi-rapide (début mai), trois parties en deux minutes par coup
- Simultané mondial de blitz (mi-décembre), trois parties en une seule minute par coup.
- Simultané mondial des jeunes (mi-mars), deux parties à vocabulaire courant en trois minutes par coup.

Le simultané mondial rassemble environ 6000 joueurs chaque année, dont la moitié en France. L'autre moitié jouant en Belgique, Suisse, Afrique de l'Ouest, Québec... Les deux autres simultanés accueillent environ 2000 joueurs. À titre de comparaison, le plus grand tournoi francophone se jouant en un seul lieu, le Festival de Vichy, rassemble environ 1200 joueurs.

## Simultané mondial
- 1990 : Frank Pluven
- 1991 : Jean-Pierre Hellebaut
- 1992 : Franck Maniquant, Christian Pierre  et Emmanuel Rivalan
- 1993 : Aurélien Kermarrec
- 1994 : Franck Maniquant (2)
- 1995 : Christian Pierre (2)
- 1996 : Francis Leroy
- 1997 : Fabien Douté
- 1998 : Christian Pierre (3)
- 1999 : Éric Imbert et Florian Lévy
- 2000 : Florian Lévy (2)
- 2001 : Arona Gaye
- 2002 : Germain Boulianne
- 2003 : Christian Pierre (4)
- 2004 : Hugo Delafontaine
- 2005 : François Bédard
- 2006 : Eugène Lama
- 2007 : Christian Pierre (5)
- 2008 : Zouheir Aloulou
- 2009 : Étienne Budry
- 2010 : Germain Boulianne (2)
- 2011 : Olivier Bernardin
- 2012 : Philippe Ruche
- 2013 : Germain Boulianne (3)

## Simultané mondial de Blitz
- 1994: Jean-François Lachaud
- 1995 (février)[1] : Jean-François Lachaud (2)
- 1995 (décembre)[1] : Christian Pierre
- 1996 : Michel Duguet
- 1997 : Christian Pierre (2)
- 1998 : Christian Pierre (3)
- 1999 : Abderrazak Ouarda
- 2000 : Antonin Michel (1)
- 2001 : Guy de Bruyne
- 2002 : Antonin Michel (2)
- 2003 : Jean-Pierre Hellebaut
- 2004 : Antonin Michel (3)
- 2005 : Jean-François Lachaud (3)
- 2006 : Antonin Michel (4)
- 2007 : Thierry Chincholle
- 2008 : Antonin Michel (5)
- 2009 : Hugo Delafontaine
- 2010 : Francis Leroy
- 2011 : Hugo Delafontaine (2)
- 2012 : Romain Santi

## Simultané mondial semi-rapides
- 2006 : Antonin Michel
- 2007 : Germain Boulianne
- 2008 : Thierry Chincholle
- 2009 : Dominique Le Fur
- 2010 : Guy Delore
- 2011 : Pierre-Claude Singer
- 2012 : Aurélien Delaruelle
- 2013 : Éric Vennin
- 2014 : Jean-François Deron
- 2015 : David Bovet
- 2016 : Zouheir Aloulou
- 2017 : Aurélien Delaruelle
- 2018 : Pascal Bernier
- 2019 : Philippe Ruche
- 2020 : annulé à cause du Covid-19
- 2021 : Noé Tshipama
- 2022 : Antonin Michel
- 2023 : Marc Treiber
- 2024 : Jean-François Lachaud